# Eric Kandel
Eric Richard Kandel (Vienna, 7 novembre 1929) è un neurologo, psichiatra e neuroscienziato austriaco naturalizzato statunitense.
Professore di biofisica e biochimica presso la Columbia University dal 1974, è uno dei maggiori neuroscienziati del XX secolo. Ha conseguito il premio Nobel per la medicina nel 2000 per gli studi effettuati sulle basi fisiologiche della conservazione della memoria nei neuroni, premio che condivide con i colleghi Arvid Carlsson e Paul Greengard.

## Biografia
Eric Richard Kandel nasce a Vienna il 7 novembre 1929 da Charlotte Zimels, nata nella regione della Kolomyya (Ucraina) in una famiglia di media borghesia, e Hermann Kandel, nato invece in una famiglia povera a Olesko, una piccola città ora parte dell'Ucraina. Entrambi i genitori si trasferiscono a Vienna all'inizio della prima Guerra Mondiale e si sposano nel 1923 poco dopo aver aperto un negozio di giocattoli. Nel 1924 nasce suo fratello Lewis e tutti insieme vanno a vivere in un piccolo appartamento della capitale austriaca, non lontano dall'abitazione di Freud, fino al 1939 quando sono costretti ad emigrare negli Stati Uniti a causa delle leggi razziali istituite dal Terzo Reich. I primi ad espatriare sono i nonni materni, successivamente nell'aprile del 1939 Eric e Lewis ed infine i genitori pochi giorni prima che scoppiasse la seconda Guerra Mondiale. Si trasferiscono inizialmente a Brooklyn dallo zio che li aiuta molto fino a quando il padre riesce a guadagnare abbastanza soldi per comprare un appartamento, affittare ed aprire un negozio di vestiti che gestirà con la moglie fino alla sua morte nel 1976.
Kandel ricorda perfettamente l'anno passato a Vienna sotto il regime nazista, ed è consapevole che le esperienze di quel periodo l'abbiano spinto ad interessarsi agli studi della mente, del comportamento e dell'imprevedibilità delle persone, delle contraddizioni e complessità delle azioni umane:
"How could a highly educated and cultured society, a society that at one historical moment nourished the music of Haydn, Mozart, and Beethoven, in the next historical moment sink into barbarism?" (Eric R. Kandel)
I traumatici eventi con le terribili esperienze che è stato costretto a vivere a soli nove anni si sono profondamente fissati nella sua memoria e costituiscono senza dubbio la parte più significativa di quelle che lui definisce flashbulb memories, memorie chiare ed emozionalmente cariche di eventi significativi che lo hanno affascinato e convinto ad abbandonare l'interesse per le discipline storico-letterarie per tuffarsi nel mondo psichiatrico.
Inizialmente a Brooklyn, Eric R. Kandel viene convinto dal nonno, Hersch Zimels, uomo molto religioso, ad intraprendere gli studi giudaici presso la Yeshiva of Flatbush, una prestigiosa scuola ebraica dove impara la lingua ebraica e si diploma nel 1944; nello stesso anno, Kandel propende per l'istruzione fornita dalla Erasmus Hall High School, istituzione da una forte impronta accademica e che aveva accolto un'altra futura Premio Nobel per la medicina, Barbara McClintock.

### Un primo approccio con le discipline psichiatriche
I suoi interessi sembrano orientati verso le discipline storiche-letterarie, ambito di ricerca nel quale avrà modo di laurearsi presso lo Harvard College, sezione della più nota Harvard University. La tesi di laurea ha per titolo The Attitude Toward National Socialism of Three German Writers: Carl Zuckmayer, Hans Carossa, and Ernst Junger nella quale si riscontra la voglia del futuro scienziato di comprendere l'Europa che ha lasciato alle spalle anni prima. Benché questo argomento lo interessi particolarmente, l'amicizia che stringe con la giovane Anna Kris lo spinge ad impegnarsi in un altro settore, quello psichiatrico. Anna è la figlia di due esuli austriaci, di Marianne e del più noto Ernst Kris, psicoanalista e collaboratore sia di Sigmund sia della figlia Anna Freud, ed al quale si devono importanti contributi dediti alla sistemazione dell'indirizzo analitico della Psicologia dell'Io. Ernst Kris, inoltre, come il giovane Eric Kandel, proveniva da un passato di studi storici e artistici prima di dedicarsi alla psicoanalisi.
I coniugi Kris incoraggiano Eric a concentrare i suoi sforzi in direzione delle discipline psichiatriche, ed egli si convince dell'importanza della psicoanalisi e di come possa offrire un interessante nuovo approccio, o probabilmente il solo, per capire la mente degli uomini, le loro azioni e l'irrazionalità di queste ultime. Così nel 1951 Kandel si iscrive ai corsi di chimica ed alla fine dell'anno successivo viene ammesso alla N.Y.U. Medical School iniziando gli studi di medicina con l'intenzione di diventare uno psicoanalista, ma l'interesse per gli aspetti biologici della mente inizia a prendere a poco a poco il sopravvento, anche a partire dal dibattito iniziato in quegli anni da Lawrence Kubie, Mortimer Ostow e Sydney Margolin intorno al ruolo della biologia della mente per il futuro della psicoanalisi. Sempre nello stesso periodo ha modo di entrare in contatto con il dott. Harry Grundfest, docente di zoologia e fisiologia presso la Columbia University, il più interessante neurobiologo dell'area di New York ed altro convinto assertore della necessità di un più stretto rapporto fra biologia e psicoanalisi.

### Le prime esperienze in laboratorio e l'incontro con Denise Bystryn (1955-1956)
Vista anche la mancanza di una facoltà dedicata allo studio della biologia molecolare alla N.Y.U., Kandel decide di optare per un periodo elettivo alla Columbia University: qui, inizia a collaborare presso il laboratorio proprio di Harry Grundfest. La ricerca degli studi di Grundfest, nata dalla collaborazione con il Nobel Herbert Gasser, si concentra sull'uso dell'oscilloscopio come strumento di misurazione del rapporto fra potenziale d'azione e diametro degli assoni. Kandel collabora presso il laboratorio con Dominik Purpura, un giovane scienziato all'inizio della sua carriera così entusiasta e brillante che Kandel ama definirlo il "Woody Allen" della neurobiologia. Insieme i due scienziati si focalizzano sullo studio delle proprietà dei dendriti, ma le tecniche utilizzate per questo studio - che coinvolge l'utilizzo di risposte evocate stimolando una piccola area della corteccia - non soddisfano Kandel, visto che non può ottenere che risposte indirette alle sue ricerche dato l'eccessivo numero di neuroni che ne vengono coinvolti.
Questo è il periodo in cui ha modo di conoscere la sua futura moglie, Denise Bystryn, laureata in sociologia medica, esule francese emigrata dal sud della Francia nel 1949, a pochi anni dalla cessazione della occupazione nazista. Denise Bystryn incoraggia Kandel a continuare i suoi studi con Grundfest. Il 20 settembre 1955, il dott. Grundfest mostra a Kandel tre articoli dello psicologo e neurobiologo viennese Stephen Kuffler apparsi sullo Journal of General Physiology: tema dei saggi è l'inibizione e l'eccitazione dei dendriti e del soma di isolate cellule nervose sensoriali in alcuni crostacei. Questi studi mostrano la relazione fra proprietà dei dendriti degli invertebrati ed i neuroni corticali dei vertebrati. Questo aspetto, che Kandel farà completamente suo studiando la Aplysia californica, pone allo studioso la consapevolezza che sia possibile ottenere risultati nello studio dell'apparato neurale dei vertebrati a partire da situazioni più semplici da realizzare sperimentalmente.
Nel 1956, da laureato della scuola di medicina, sposa Denise Bystryn. Dopo un breve periodo d'internato al Montefiore Hospital, ritorna da Grundfest dove si confronta con Stanley Crain, il pioniere degli studi di elettrofisiologia nei tessuti cellulari in colture, e dal quale apprende l'universalità dei processi nervosi e la correttezza dell'ipotesi di Kuffler. Visto l'interesse di Kandel per tali argomenti, Grundefest riesce a raccomandarlo per un incarico post-dottorato presso il National Institutes of Health/NIMH (istituto di salute mentale) di Bethesda (Maryland) e viene accettato da Wade Marshall, responsabile del laboratorio di neurofisiologia.

### L'esperienza al NIMH e le prime ricerche sulle basi cellulari della memoria
«Entrai al NIH da ricercatore entusiasta ma inesperto e ne uscii tre anni dopo da neurofisiologo competente». Con queste parole Kandel descrive la sua breve esperienza presso il centro di Bethesda. Wade Marshall è ritenuto in quegli anni uno dei luminari dello studio del cervello. Grazie alle scoperte relative alle risposte evocate, Marshall era negli anni giunto a dimostrare come topograficamente una descrizione del nostro corpo fosse contenuta nel cervello. Successivamente lo studioso statunitense, sposta la sua ricerca sulle malattie depressive. Nello stesso periodo l'attenzione delle ricerche neurofisiologiche si concentra (Scoville e Milner) sui problemi legati all'immagazzinamento di nuove informazioni da parte del cervello umano. Già studiosi come Karl Lashley avevano interessato il giovane Kandel, ma l'interesse più generale per le relazioni fra il campo della psichiatria-psicoanalisi e la biologia, porta Kandel a concentrarsi definitivamente in queste ricerche. Niente era comunque noto sui fondamenti cellulari della memoria, ma solo in questo periodo iniziano ad essere disponibili le prime tecniche.
Gli elementi dal quale Kandel decide di partire sono forniti dagli studi d'inizio secolo di Santiago Ramón y Cajal e dell'allievo Lorente de Nó che rivelano il ruolo fondamentale delle cellule piramidali dell'ippocampo (area a cui viene tradizionalmente attribuito un ruolo privilegiato nell'immagazzinamento dei dati), data anche la loro facilità nell'essere studiate. Kandel decide però di confrontare le proprietà di tali cellule con quelle del midollo spinale incoraggiato da Kalr Frank che le stava esaminando nel laboratorio accanto. Contemporaneamente, al laboratorio di Marshall, arriva dall'Università dell'Oregon un giovane ricercatore Alden Spencer: con questi Kandel condivide l'interesse per la ricerca nel campo della memoria e per la rilevanza dell'ippocampo. Nel 1958 i due ricercatori ottengono la prima registrazione intercellulare dell'ippocampo. Grazie a questo lavoro, i due pongono in evidenzia come il potenziale d'azione trovi un suo secondo sito di partenza nei dendriti apicali; in secondo mostrano come a differenza dei motoneuroni, i neuroni dell'ippocampo non siano silenziosi in assenza di attività sinaptica; per ultimo scoprono il ruolo del sistema inibitore dell'ippocampo più particolare di quello presente nel midollo spinale.
Ma ciò che risulta fondamentale da questi lavori è che la specificità delle cellule nervose dell'ippocampo non dipende dalle proprietà intrinseche degli stessi, ma dalle loro connessioni funzionali (intrinseche ed estrinseche). Ma ciò pone ora ai due scienziati il problema di come determinare questa specificità dato l'elevato numero di cellule nervose nell'ippocampo e dell'altrettanto elevato numero di connessioni. Dati i risultati ottenuti sino a qui, Kandel ottiene dal dottor Jack Ewalt, professore di Psichiatria del Massachusetts Medical School di rinviare il proprio internato in psichiatria per il quale si era già impegnato (luglio 1959).

### L'intuizione Aplysia e l'internato in psichiatria
Nell'ultimo periodo trascorso al National Institute of Health Kandel intuisce che il problema dell'infinità di sinapsi che compongono il cervello è risolvibile spostando i suoi studi sull'Aplysia californica, la lumaca marina dell'isola di Catalina. I suoi neuroni infatti sono simili a quelli dell'uomo ed i segnali elettrici che questi si mandano tra loro sono identici ai nostri pur avendo il gasteropodo un sistema nervoso composto da ventimila neuroni anziché 86 miliardi come il cervello umano. Dopo questa scoperta lo scienziato decide di mettersi in contatto con Ladislav Tauc, una delle due persone al mondo che studiava l'Aplysia, al quale si unirà a Parigi nel 1962 per continuare le ricerche.
Una volta lasciato il NIH nella primavera del 1960, Kandel inizia il suo internato in psichiatria al Massachusetts Mental Health Certer della Harvard Medical School dove sorprendentemente trova Steven Kuffler chiamato dal Johns Hopkins Hospital un anno prima per formare quello che diventerà il primissimo gruppo di neuroscienziati del paese. Pur essendo molto impegnato dal tirocinio, non abbandona le sue ricerche neurobiologiche, collabora con Kuffler ed il suo team e Jack Ewalt gli procura fondi ed un laboratorio dove passa tutto il suo tempo libero ed inizia a pensare agli esperimenti su Aplysia.

### Parigi e la New York University
Nel settembre 1962 Kandel, Denise ed il figlio Paul si trasferiscono a Parigi.
Kandel inizia a lavorare nel laboratorio di Tauc. La collaborazione tra i due scienziati è molto fruttuosa: Tauc è un grande esperto di fisica e biofisica, il che gli permette di registrare e analizzare con competenza i segnali elettrici dei neuroni, mentre Kandel è una grande conoscitore del funzionamento del sistema nervoso centrale e del comportamento animale, il che gli permette di comprendere quali comportamenti si associno ai fenomeni elettrici dei neuroni. Le loro ricerche diventano ben presto entusiasmanti e portano ad importanti risultati in un arco di tempo piuttosto breve. Grazie ai loro esperimenti, i due scienziati arrivano ad una conclusione: le sinapsi godono di una certa plasticità ed il risultato di queste loro micro modificazioni fisiche è proprio la memoria. Questa teoria viene provata osservando parallelamente i cambiamenti sinaptici e quelli comportamentali di Aplysia. Nel 1965 i due ricercatori pubblicano i loro esiti sul British Journal of Physiology.
Dopo sedici mesi passati nel laboratorio di Tauc, Eric Kandel ritorna ad Harvard. Il suo sogno di continuare a studiare per diventare psicoanalista ma allo stesso tempo portare avanti la ricerca svanisce ben presto. Egli decide di non iscriversi al Boston Psychoanalytic Institute, di dedicarsi totalmente alla scienza, e di costruire un piccolo gruppo di neurofisiologia (di cui l'amico Alden Spencer avrebbe fatto parte) concentrato sulla neurobiologia del comportamento nel Departments of Physioloy and Psychiatry della New York University Medical School.
È il 1966 quando Kandel, Spencer ed il biochimico James H. Schwarz formano il primo nucleo della Division of Neurobiology and Behavior alla N.Y.U. Per ricercare le basi fisiche della memoria bisogna studiare il cervello di un animale molto semplice quale l'Aplysia e per comprendere come funzioni la memoria due sono le questioni fondamentali da risolvere: capire innanzitutto come e quindi successivamente dove vengano immagazzinati i ricordi. Ovviamente in un piccolo sistema nervoso come quello della lumaca marina è facile individuare l'"archivio dei ricordi"; molto più complesso è localizzarlo nel labirinto del cervello umano. Tuttavia con questo metodo riduzionistico Kandel ed i suoi collaboratori hanno dimostrato che un semplice riflesso di retrazione dell'organo respiratorio (branchia e sifone) del gasteropode può essere modificato in due modi: per "abituazione" o per "sensibilizzazione". Se viene spruzzata dell'acqua sul sifone dell'Aplysia, l'animale ritira immediatamente sia il sifone che la branchia. Se però si continua a ripetere l'azione, l'animale contrarrà il sifone sempre di meno, abituandosi allo stimolo. Ma l'abitudine non è la sola forma di apprendimento possibile. Il riflesso provocato può anche essere oggetto di sensibilizzazione. Stimolando la cute della testa dell'Aplysia con una leggera scossa elettrica, a più riprese, si nota come anche semplicemente toccando quella zona con un dito si provoca un'improvvisa retrazione del sifone e della branchia. Con questo esperimento Kandel prova che i riflessi comportamentali alla stimolazione sono provocati dalla plasticità della sinapsi e dunque, che la memoria viene immagazzinata nella sinapsi.
Nel 1971 al gruppo di Kandel si aggiunge Tom Carew, un altro psicologo specializzato nel comportamento: le loro ricerche giungono a dimostrare che la memoria esiste in due forme: una forma transitoria, o a breve termine, ed una duratura, o a lungo termine.
"Se continuavamo a stimolare con scosse elettriche la testa dell'animale, la sensibilizzazione durava per tutta la vita dell'animale: per fare ciò era necessario che all'interno del neurone sensoriale si attivasse un gene, detto CREB, il quale poi attivava la sintesi di proteine che modificavano in maniera altrettanto duratura la sinapsi: in pratica il segnale era potenziato, così la retrazione della branchia aumentava e restava potenziata a lungo" (Eric R. Kandel).
Nel 1976 Brunelli e Kandel scoprirono che questa sensibilizzazione era mediata dall'AMP ciclico.

## Riconoscimenti

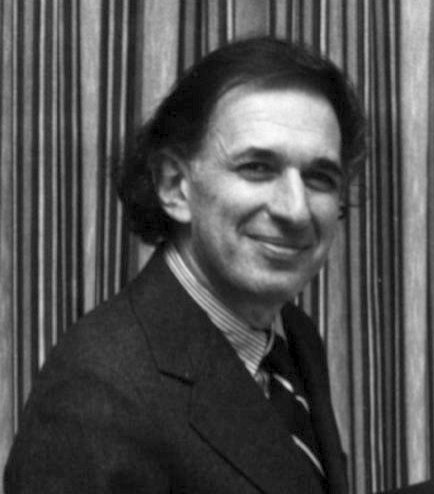
Kandel nel 1978

Nel 1974 Kandel prende il posto di Harry Grundfest alla Columbia University, fonda il Center for Neurobiology and Behavior e nel 1983 diventa professore della stessa Università.
Sempre in quegli anni entra a far parte di importanti associazioni quali la National Academy of Sciences USA, del National Institute of Medicine e l'American Academy of Art and Sciences.
Kandel riceverà nel corso degli anni lauree ad honorem da nove diverse università, la prima nel 1983 dal Jewish Theological Seminary a New York.
Grazie ai suoi studi sulla plasticità sinaptica, ai chiarimenti sui meccanismi cellulari, molecolari e genetici della memoria, nel 2000 Eric Kandel è stato insignito del Premio Nobel per la Medicina, insieme ai colleghi Paul Greengard e Arvid Carlsson.
È Fellow della Royal Society da luglio 2013.

## Opere
- Eric R. Kandel et al., Principi di Neuroscienze (Principles of Neural Science Elsevier, 1981; V ed., 2010), C.E. Ambrosiana, Milano, I ed. 1994, ISBN 978-88-408-0798-0.
- E. R. Kandel-James Schwartz-Thomas M. Jessel, Fondamenti delle neuroscienze e del comportamento, CEA, 1999, ISBN 978-88-080-8287-9.
- Psichiatria, Psicoanalisi e nuova biologia della mente, Milano, Raffaello Cortina Editore, 2007. ISBN 978-88-6030-105-5.
- Alla ricerca della memoria. La storia di una nuova scienza della mente (In Search of Memory. The Emergence of a New Science of Mind, 2007), trad. G. Olivero, Genova, Codice edizioni, 2007-2017.
- E. R. Kandel-Larry Squire, Come funziona la memoria. Meccanismi molecolari e cognitivi, traduzione di S. Jantra, Bologna, Zanichelli, 2010, ISBN 978-88-080-6337-3.
- L'età dell'inconscio. Arte, mente e cervello dalla grande Vienna ai nostri giorni, Milano, Raffaello Cortina Editore, 2012, ISBN 978-88-6030-491-9.
- Arte e neuroscienze. Le due culture a confronto, Milano, Raffaello Cortina Editore, 2017, ISBN 978-88-603-0945-7.
- La mente alterata. Cosa dicono di noi le anomalie del cervello, trad di Gianbruno Guerrerio, Milano, Raffaello Cortina Editore, 2018, ISBN 978-88-3285-042-0.

## Studi su Eric Kandel
- M. Di Bernardo: Neuroplasticity, Memory and Sense of Self. An Epistemological Approach; Aurora: The Davies Group, Publishers, 2014.